# Popis rodova slingurki
Slingurke se dijele na sljedeće rodove:
- Aidablennius
- Alloblennius
- Alticus
- Andamia
- Antennablennius
- Aspidontus
- Atrosalarias
- Bathyblennius
- Blenniella
- Blennius
- Chalaroderma
- Chasmodes
- Cirripectes
- Cirrisalarias
- Coryphoblennius
- Crossosalarias
- Dodekablennos
- Ecsenius
- Enchelyurus
- Entomacrodus
- Exallias
- Glyptoparus
- Haptogenys
- Hirculops
- Hypleurochilus
- Hypsoblennius
- Istiblennius
- Laiphognathus
- Lipophrys
- Litobranchus
- Lupinoblennius
- Meiacanthus
- Mimoblennius
- Nannosalarias
- Oman
- Omobranchus
- Omox
- Ophioblennius
- Parablennius
- Parahypsos
- Paralipophrys
- Paralticus
- Parenchelyurus
- Pereulixia
- Petroscirtes
- Phenablennius
- Plagiotremus
- Praealticus
- Rhabdoblennius
- Salaria
- Salarias
- Scartella
- Scartichthys
- Spaniblennius
- Stanulus
- Xiphasia